# Anne-Marie Duport
Pour les articles homonymes, voir Duport.
Anne-Marie Duport est une historienne française, spécialiste de la Révolution française.

## Biographie
Née Auzas en 1941 à Oran, Anne-Marie Duport est agrégée d'histoire. Elle soutient en 1984 une thèse sous la direction de Michel Vovelle.
Elle enseigne à Nîmes puis à Paris. Membre de la Société des études robespierristes depuis 1978, elle participe en 1980 à la fondation de la Société d'histoire moderne et contemporaine de Nîmes (devenue « du Gard » en 1998), qu'elle préside de 1988 à 1989. De 1987 à 1998, elle est chargée du Service éducatif des Archives du Gard. Elle est également membre de la Société française d'étude du dix-huitième siècle.
Elle est l'épouse du peintre Michel Duport et la mère de l'architecte Laurent Duport.

## Travaux
Les thèmes développés dans ses travaux et  ses publications ont principalement trait à l’histoire de la Révolution française.
Sa thèse de doctorat, publiée en 1987, étudie Nîmes sous la Terreur. Pour Raymond Huard, elle s'insère plus largement dans l'histoire de la Révolution dans le midi de la France ; elle s'attache à mettre en évidence la « force du courant jacobin avancé », et l'« élimination précoce de la contre-révolution ».
« Talentueuse élève d'Albert Soboul », elle a notamment contribué au Dictionnaire historique de la Révolution française (1989).
En 1998, elle publie Journées révolutionnaires à Nîmes, qui prolonge et renouvelle les « recherches pionnières » de François Rouvière, fondateur de l'historiographie de la Révolution dans le Gard. Elle s'y attarde notamment sur la bagarre de Nîmes. Jacques Godechot regrette que l'ouvrage passe ignore les « causes profondes » de l'opposition entre révolutionnaires et contre-révolutionnaires, mais aussi qu'il ne montre « que les aspects négatifs » de la Révolution française.
Depuis 2006, elle poursuit le projet d’éclairer la personnalité controversée de Fabre d’Églantine, député de Paris à la Convention. 

## Publications

### Ouvrages
- Recherches sur la Terreur à Nîmes et dans son district, Thèse sous la direction de Michel Vovelle, Paris I-Panthéon-Sorbonne, 1984, publiée sous le titre: Terreur et Révolution : Nîmes en l'an II (1793-1794), Paris, Touzot, 1987  (ISBN 2-86433-027-X).
- Histoire de Nîmes, Raymond Huard (dir.), Aix-en-Provence, Édisud, 1982, chapitre "La Révolution et l'Empire",  (ISBN 2-85744-134-7).
- Les Juifs du pape à Nîmes et la Révolution, en collaboration avec Lucien Simon, Aix-en-Provence, Edisud, 1988  (ISBN 2-85744-353-6).
- Journées révolutionnaires à Nîmes, Nîmes, Éditions Jacqueline Chambon, 1988  (ISBN 2-87711-005-2).
- La Révolution dans le Gard (1789-1799), avec Michel Péronnet,  Le Coteau, Horvath, 1989  (ISBN 2-7171-0654-5).
- (Dir.)Religion, Révolution, Contre-Révolution dans le Midi (1789-1799), colloque international, Nîmes 27 et 28 janvier 1989, Nîmes, Jacqueline Chambon, 1990  (ISBN 2-87711-031-1).
- Le Gard de la Préhistoire à nos jours, Raymond Huard (dir.), Saint-Jean d’Angély, Bordessoules, 2003, chapitre « La Révolution française et le Premier Empire »,  (ISBN 2-903504-40-7).
- Fabre d'Églantine, Mémoire d'une aventure en 1777, édition critique par Anne-Marie Duport, Paris, Société française d'étude du dix-huitième siècle, Collection Dix-huitième Siècle, 2020  (ISBN 979-10-92328-13-4).

### Articles
- « Le personnel municipal de Nîmes de l'Ancien régime à l'Empire, étude sociale et politique », Actes du colloque La ville en pays languedocien et catalan de 1789 à nos jours, Perpignan, 1980, Bulletin de la Société languedocienne de géographie, n° 3-4, 1982, p. 211-221. (BNF 34743541)
- « La société populaire de Nîmes », Annales historiques de la Révolution française, n° 258, octobre-décembre 1984, p. 514-527.  (ISSN 0003-4436).
- « De la spontanéité à la structuration d'un mouvement populaire : l'exemple du Gard en 1792 », Actes du colloque Mouvements populaires et conscience sociale, XVIe – XIXe siècles, Paris, 24-26 mai 1984, Paris, 1985, p. 457-463.
- « Le fédéralisme gardois : de la théorie à la pratique (janvier-juillet 1793) », 110ème Congrès national des Sociétés savantes, Montpellier, 1985, Hist. mod., T.II, p.173-189.  (ISBN 2-7355-0103-5).
- « Les congrès des sociétés populaires tenus à Valence en 1793 : résistance au fédéralisme et anticipations politiques », 111e Congrès national des Sociétés savantes, Poitiers, 1986 Hist. mod. et contemp., T.I, fasc. 2, p. 21-37.  (ISBN 2-7355-0121-3).
- « Les congrès des sociétés populaires et la question du pouvoir exécutif révolutionnaire », en collaboration avec Marcel Dorigny, Jacques Guilhaumou et François Wartelle, Annales historiques de la Révolution française, n° 266, septembre-octobre 1986, p. 518-544.  (ISSN 0003-4436).
- « Deux tribunaux d'exception du Sud-Est : le tribunal révolutionnaire de Nîmes et la commission populaire d'Orange", Actes du colloque La Révolution et l'ordre juridique privé, rationalité ou scandale ? Orléans, 11, 12, 13 septembre 1986, Orléans, 1988, p. 675-685.  (ISBN 2-13-041846-5).
- « La mission dans le Gard du représentant Borie », Actes du colloque "Les pratiques politiques en province à l'époque de la Révolution française", Montpellier, 18, 19, 20 septembre 1987, Montpellier, 1988, p. 253-263.  (ISBN 2-905397-29-2).
- « Égalité des droits : les juifs de Nîmes et la Révolution », en collaboration avec Lucien Simon, Actes du colloque "Les droits de l'Homme et la conquête des libertés", Grenoble-Vizille, 1986, Grenoble, 1988, p. 197-204.  (ISBN 2-7061-0317-5).
- « Rabaut Saint-Etienne girondin ? », Actes du colloque "Les Rabaut du Désert à la Révolution", Nîmes, 23 mai 1987, Montpellier, 1988, p.103-118.  (ISBN 2-85998-043-1).
- « Les débuts de l'exploitation du bassin minier d'Alès, 1744-1810 », Actes du colloque "Région, Nation, Europe : Unité et Diversité des processus sociaux et culturels de la Révolution française", Besançon, 25, 26, 27 novembre 1987, Paris, 1988, p. 111-120.  (ISBN 2-251-60385-9).
- "L'image de la Révolution française chez Rabaut Saint-Etienne", Communication présentée lors du Congrès Mondial "L'image de la Révolution française", Sorbonne, Paris, 6-12 juillet 1989, Oxford, 1989, T. II, p. 1033-1041.  (ISBN 0-08-040242-9).
- « Club et société populaire à Nîmes : l'impossible fusion », Actes du colloque "Les jacobins du Midi", Michel Peronnet (dir.), Montpellier, 25, 26, 27 septembre 1989, Montpellier, 1990, p. 89-101.
- « Les jésuites à Nîmes au XVIIe siècle », Actes du colloque "La vie religieuse dans la France méridionale à l'époque moderne", Montpellier, 1990, Montpellier, 1992, p. 143-153.  (ISBN 2-905397-52-7).
- « Une famille gardoise sous le Directoire : les Teste de Bagnols », Actes du colloque "La République en Languedoc et Roussillon", Nimes, 4, 5 septembre 1992, Nîmes, 1993, p. 81-91.  (ISBN 2-9507955-0-1).
- « La levée en masse du Gard », Histoire et Défense, Les cahiers de Montpellier, n° 27 I/1993, p. 32-45.  (ISSN 0765-0531).
- « L'enjeu de l'école dans le Gard de la Révolution à la monarchie de Juillet », Annales historiques de la Révolution Française, n° 297, Juillet-Septembre 1994, p. 484-492.  (ISSN 0003-4436).
- « Le fédéralisme gardois, et après ? », Actes du colloque "Les fédéralismes", Marseille, 16, 17, 18 septembre 1993, Aix-en-Provence, 1995, p. 139-146.  (ISBN 2-85399-351-5).
- « Le mouvement électoral dans le Gard en 1792 », Pratiques et cultures politiques dans la France contemporaine, Hommage à Raymond Huard, Centre d’histoire contemporaine, Université Paul Valéry, Montpellier, 1995, p. 41-48.
- « La Vaunage sous la Révolution et l’Empire, une acculturation politique précoce », Actes du colloque: La Vaunage au XIXe siècle, Nîmes, 1996, p. 477-485. (BNF 35844883).
- « La citadelle de Nîmes sous la Révolution et l'Empire: un lieu d'enfermement », Actes du colloque : La citadelle de Nîmes: un édifice nimois dans la longue durée, Nîmes, 1997, p. 71-84.  (ISBN 2-9507955-1-X).
- « Réforme des études et réforme religieuse à Nîmes : un débat historiographique », Actes du colloque : Le Collège et l'Académie de Nîmes aux XVIe et XVIIe siècles, janvier 1998, Nimes, 1999, p. 89-101.
- « Les mouvements populaires dans les diocèses civils de Nîmes, Uzès et Alès de 1740 à 1789 », Annales du Midi, tome 111, n° 225, janvier-mars 1999, p. 31-45.
- « Mémoire de la Bagarre de Nîmes », Actes du colloque La Révolution française : idéaux, singularités, influences, Musée de la Révolution (Vizille), Grenoble, 2002, p. 385-393.  (ISBN 2-70-61-1058-9).
- « La réorganisation administrative dans le Gard sous le Consulat », Actes du colloque : Nîmes et le Gard, Fins de siècle, 1500-2000, Nîmes, Société d’Histoire moderne et contemporaine de Nimes et du Gard, 2003, p. 109-119.  (ISBN 2-9507955-3-6).
- « Itinéraires politiques de sans-culottes nîmois », Actes du colloque Albert Soboul, vingt ans après, tenu à Nîmes le 12 octobre 2002, Nîmes, Société d’histoire moderne et contemporaine de Nîmes et du Gard, 2004, p. 101-111.  (ISBN 2-9507955-5-2).
- « La Révolution », Visas pour le Gard, un siècle, un département, Serge Velay (dir.), Vauvert, Au diable Vauvert, 2006, p. 35-37.  (ISBN 978-2-84626-101-2).
- « Fabre d’Églantine, un répertoire méconnu », Actes du colloque : Le théâtre sous la Révolution, politique du répertoire (1789-1799), Martial Poirson (dir.), Paris, Éditions Desjonquères, 2008, p. 413-424.
- « Fabre d’Églantine, héros discrédité », Héros et héroïnes de la Révolution, Serge Bianchi, Bernard Gainot, Pierre Serna (dir.), Paris, Comité des travaux historiques et scientifiques, Paris, 2012, p. 379-412.
- « La Révolution dans le fonds Médard de Lunel », Collectionner la Révolution française, Gilles Bertrand, Michel Biard, Alain Chevalier, Martial Poirson et Pierre Serna (dir.), Collection études révolutionnaires, n° 17, Société des études robespierristes, Paris, 2016, p. 95-109.
- « Alexandre Paul de Châteauneuf-Randon, dictateur local ou vrai républicain ? », Figures politiques. Images, représentations, portraits, caricatures dans le Midi rhodanien de 1789 à 1939, Didier Lavrut, Pascal Trarieux (dir.), Nîmes, Éditions de la Fenestrelle, 2024, p. 67-86.  (ISBN 978-2-37871-140-5).

### Instruments de travail
- Avec Armand Cosson, Subsistances et Révolution dans le Gard (1789-1795), Nîmes, Archives départementales du Gard, 1988 (BNF 36646540).
- Religion et Politique : le Gard dans la Révolution (1789-1799), Nîmes, Archives départementales du Gard, 1989 (BNF 36657341).
- Avec Armand Cosson, Les Fêtes révolutionnaires dans le Gard, Nîmes, Archives départementales du Gard, 1994  (ISBN 2-86030-003-1).
- Avec Françoise Moreil, Religion et éducation à Nîmes : les vicissitudes du collège et de l'académie réformée (XVIe – XVIIIe siècles), Nîmes, conseil général du Gard, 1995  (ISBN 2-86030-004-X).
- Dictionnaire des législateurs : 1791-1792, Edna Lemay (dir.), Ferney Voltaire, Centre international d’étude du XVIIIe siècle, 2007.  (ISBN 978-2-84559-025-0).
- Dictionnaire des Conventionnels, Michel Biard, Philippe Bourdin, Hervé Leuwers (dir.), Ferney-Voltaire, Centre international d’étude du XVIIIe siècle, 2022.  (ISBN 978-2-84559-153-0).

## Catalogues d'exposition
- Religion et politique : le Gard dans la Révolution, 1789-1799, exposition du 28 janvier au 31 mars 1989, Nîmes, Archives du Gard, 1989. (BNF 3665734).
- Gard et gares, l'ère des chemins de fer, 1830-1880, en collaboration avec Lise Carretero et alii, exposition du 5 décembre 1994 au27 janvier 1995, Nîmes, Archives du Gard, 1994.
- L'enseignement et l'éducation dans le Gard, 1740-1822, en collaboration avec Lise Carretero et alii, exposition du 6 avril au 7 mai 1991, Nîmes, Archives du Gard, 1991.